# طلایی
رنگ طلایی، رنگی است شیمیایی که از عناصری ساخته می‌شود که از خود اثر طلایی بر جا می‌گذارند؛ بازتابی نوری که از این رنگ ساطع می‌شود، دارای طیف رنگی متفاوتی است که نمی‌توان جزء هیچ‌یک از رنگ‌ها قرار داد.
اولین مورد استفاده از این رنگ به سال ۱۳۰۰ میلادی بازمی‌گردد.

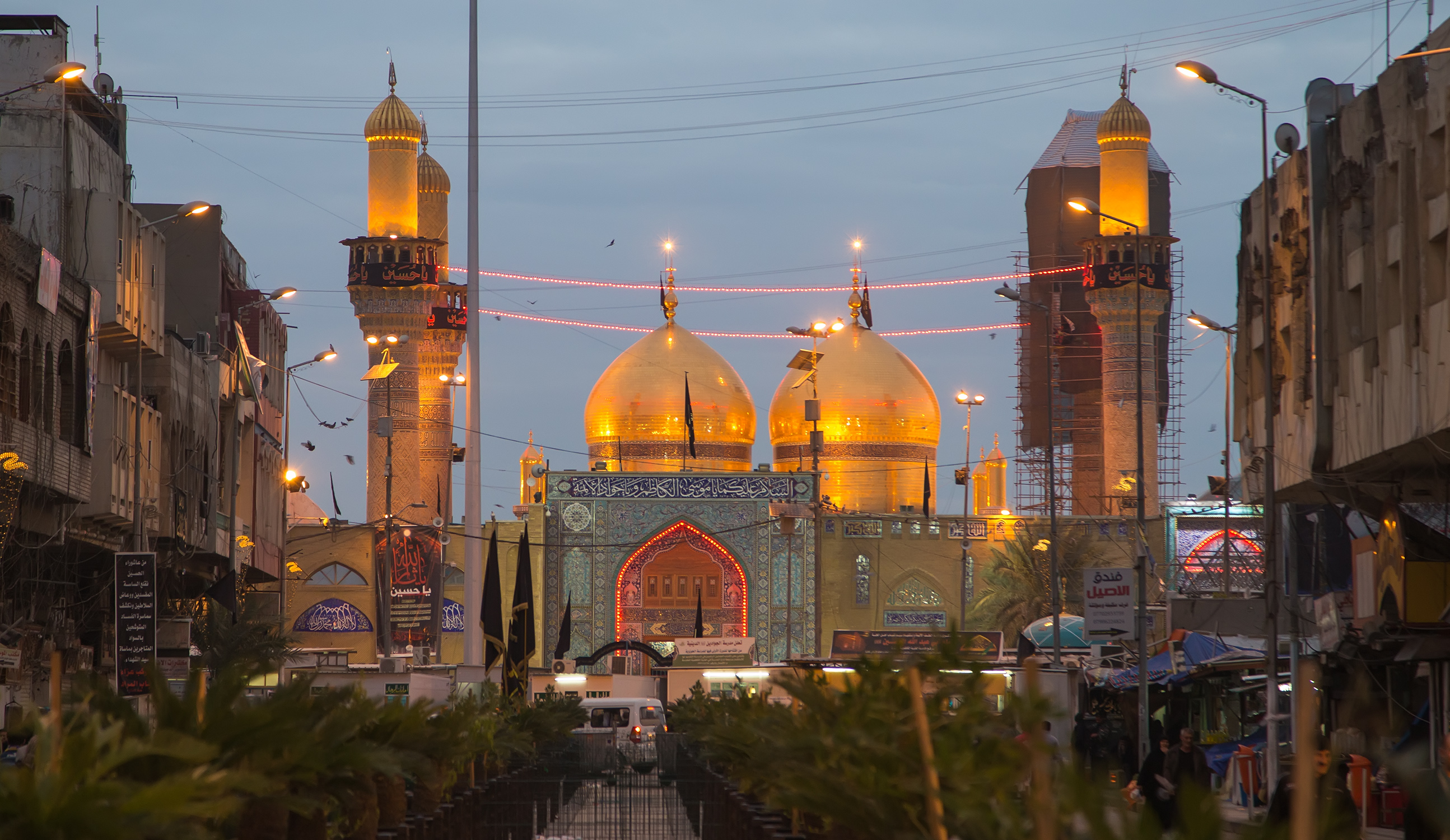
رنگ طلایی گنبدهای حرم کاظمین